# Ehud Shapiro

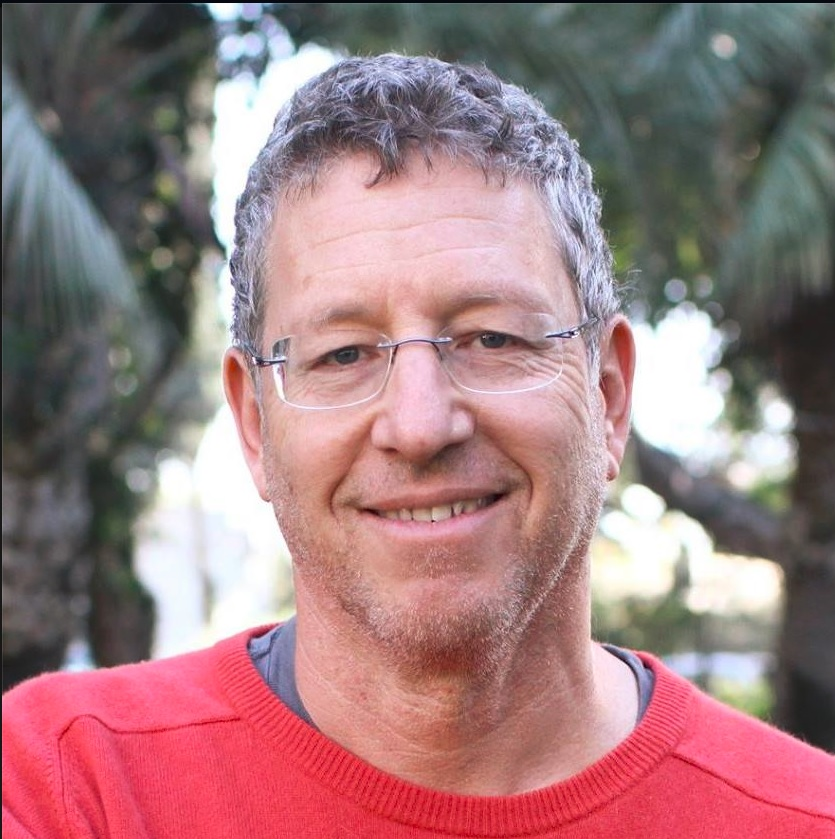
Ehud Shapiro

Ehud Shapiro (nascido em 1955) é um cientista de Israel, conhecido pelas contribuições para a linguagem Prolog e a programação lógica em geral. Recentemente seu trabalho tem sido desenvolver o Computador de DNA.

## Livros
- Sterling, Leon; Shapiro, Ehud (1986). The Art of Prolog. Advanced Programming Techniques. Cambridge: The MIT Press. 437 páginas. ISBN 0-262-19250-0